# АС Варезе 1910
АС Варезе 1910 е футболен клуб от град Варезе, Италия. Основан е на 22 март 1910 година. Състезава се в Лига Про – Първа дивизия (до 2008 година известна като Серия Ц1), която е третият ешелон в италианската футболна пирамида. Стадионът на клуба се нарича „Стадио Франко Озола“ и е с капацитет 10 000 места.
Известни футболисти на клуба от миналото:
- Джузепе Меаца (1944)
- Пиетро Анастази (1966 – 1968)
- Клаудио Джентиле (1972 – 1973)
- Джанлука Песото (1989 – 1991)